# Chiapponisches Haus

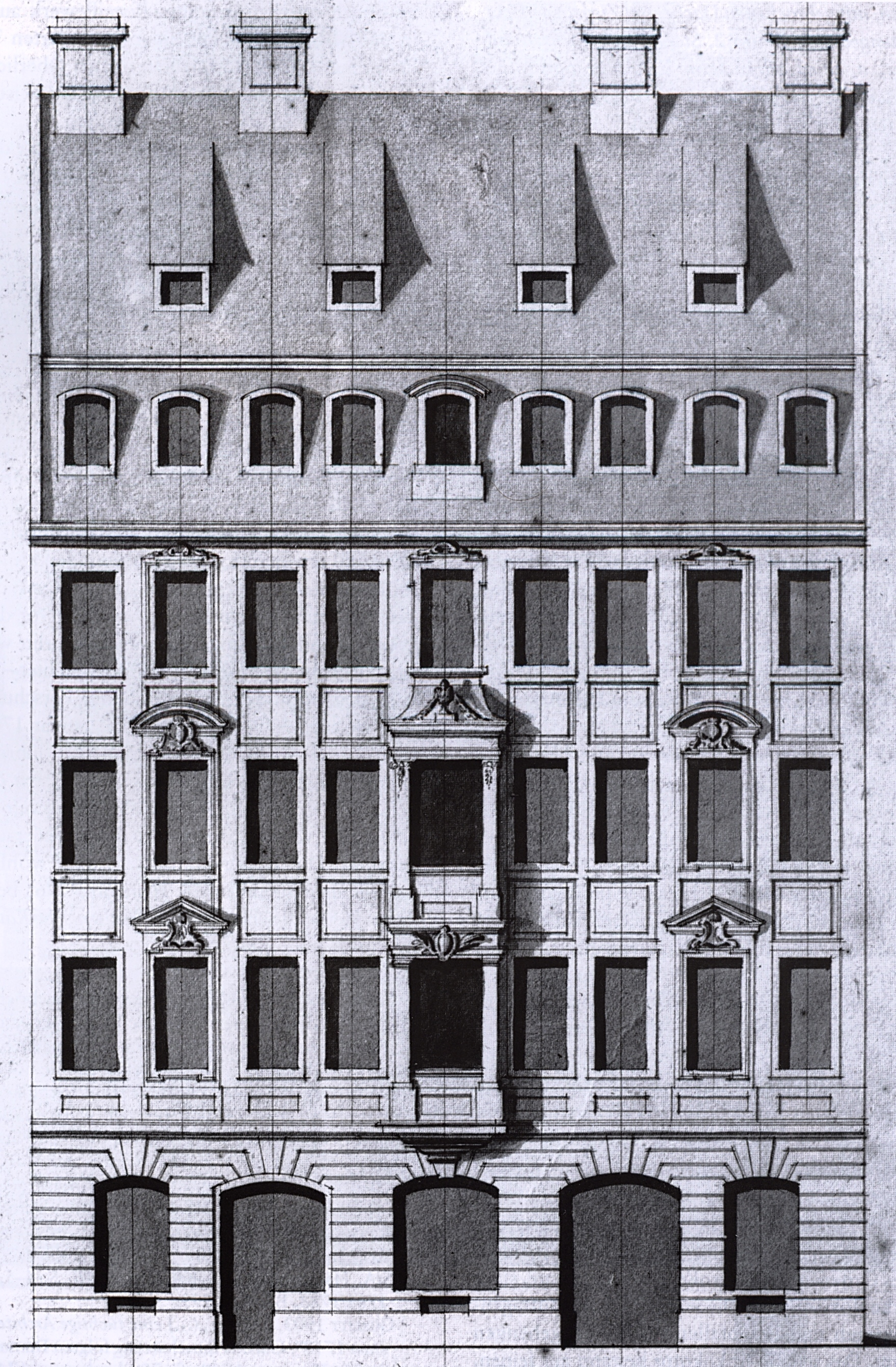
Haus Frauenstraße 7 in Dresden, Aufriss

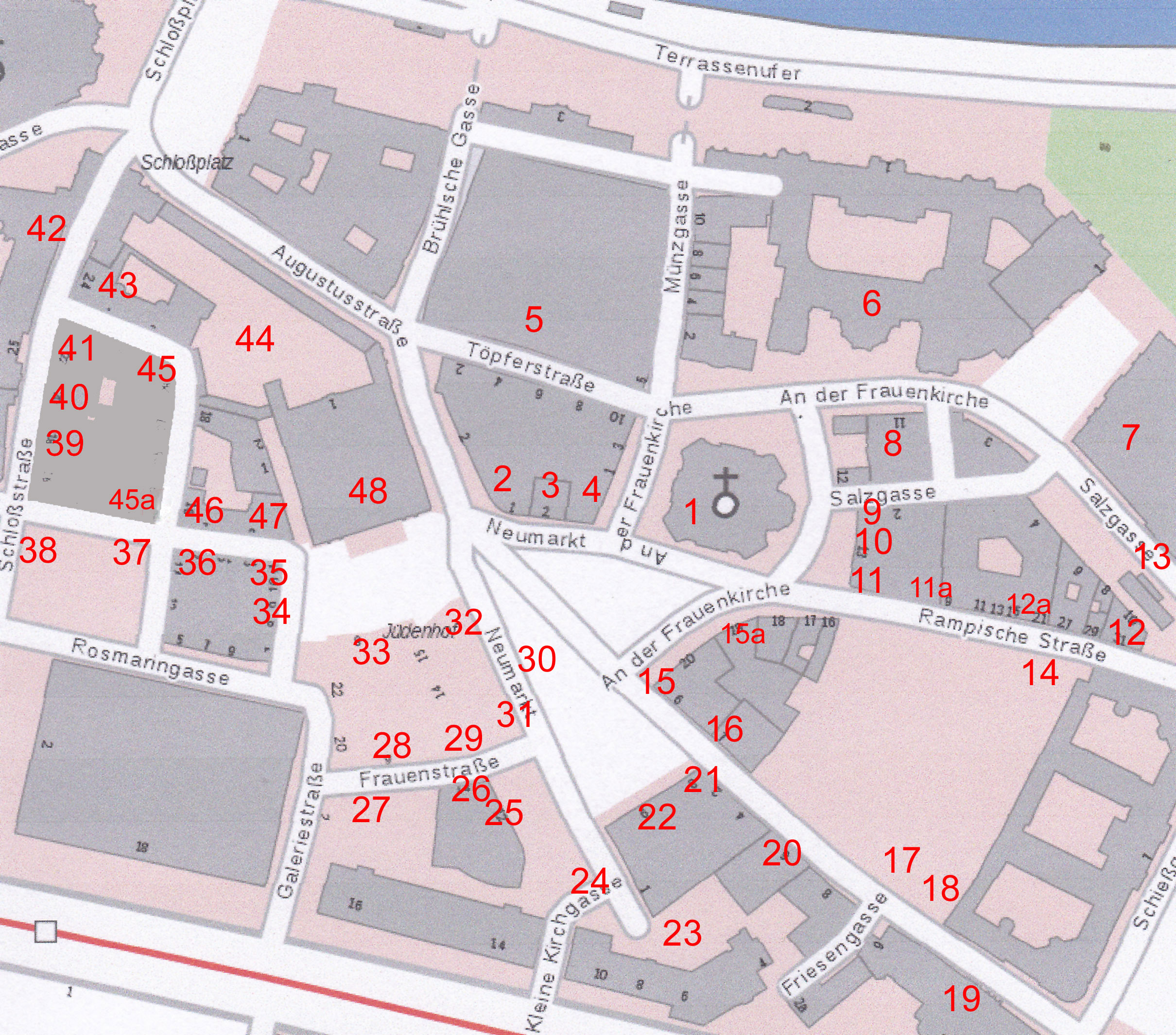
Karte der Denkmale um den Dresdner Neumarkt, Nr. 28 ist das Chiapponische Haus

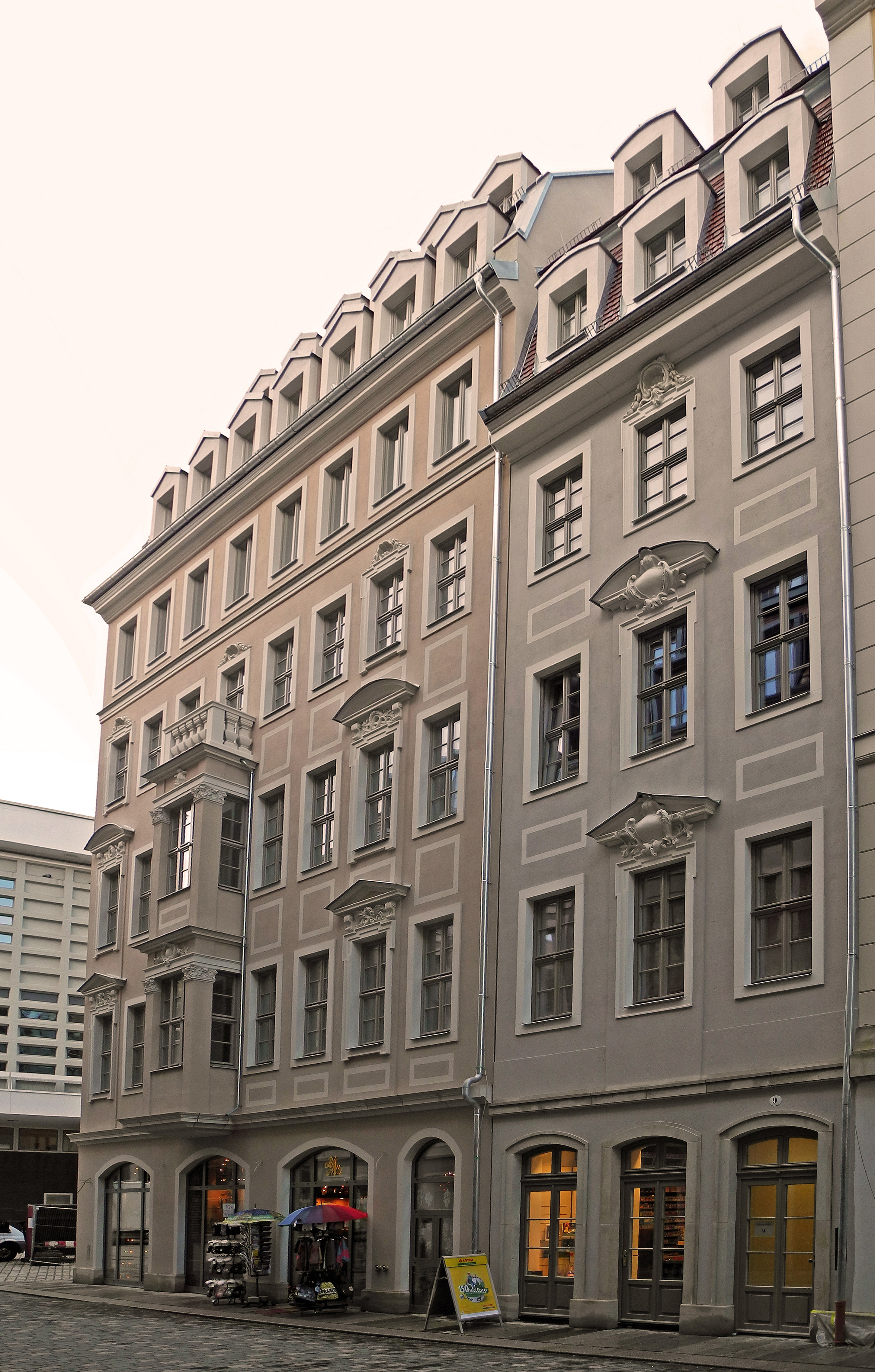
Chiapponisches Hauses (links, Neubau, 2018)

Das Chiapponische Haus (auch Chabonisches Haus) an der Frauenstraße 7 in Dresden war ein Wohnhaus, das nach der italienischen Kaufmannsfamilie Chiapponi benannt wurde, der das Haus zumindest zu Beginn des 19. Jahrhunderts gehörte. Es wurde 1761 von Samuel Locke erbaut und 1945 zerstört.
Im Rahmen des Wiederaufbaus des Neumarktareals ist im Quartier VI an der Frauenstraße vorgesehen worden, dass das Dinglingerhaus (Nr. 9) als Leitbau mit Fassade und Grundriss rekonstruiert wird, während die weiteren Gebäude wie das Chiapponische Haus ohne Grundrisswiederherstellung nur mit der rekonstruierten Fassade wiederentstehen sollen: Das ist auch so geschehen, 2018 wurde das Haus wieder eröffnet.

## Geschichte und Beschreibung
Nach Stefan Hertzig erfolgte 1761 ein weitgehender Neubau des Hauses, der zwei im preußischen Bombardement des Siebenjährigen Krieges zerstörte Gebäude ersetzte. Als Bauherrn nennt Oberlandbaumeister Julius Heinrich Schwarze den „italienischen Kaufmann Japoni/Chiappone“.
Der Erker des Gebäudes kann nach Hertzig noch von einem Vorgängerbau stammen, während neben schriftlichen Aufzeichnungen Samuel Lockes auch die übrige Fassadengestaltung sowie die Disposition des Grundrisses für einen Neubau des Hauses nach 1760 sprechen. Gurlitt und mit ihm die ältere Forschung nannte als Baudatum die Zeit um 1740, ohne jedoch Belege dafür anzugeben.
Sechs vermutlich 1945 vernichtete und bis dahin fotografisch überlieferte Pläne zeigten den Entwurf Lockes.

### Fassade
Das viergeschossige Haus wurde in den beiden unteren Geschossen vor allem durch Ladeneinbauten stark verändert, so dass im Jahre 1945 nur noch das dritte und vierte Geschoss die ursprüngliche Rokoko-Fassade aufwiesen. Die Fassadenzeichnung zeigt die ursprüngliche Gestaltung des 18. Jahrhunderts. So war das Erdgeschoss rustiziert mit segmentbogigen Türen und Fenstern, während die Fassade der Obergeschosse durch neun eng gereihte Fensterachsen mit illusionistisch aufgemalten Spiegeln gegliedert war. Oberhalb der Fenster der zweiten und achten Achse sowie des Erkers in der Gebäudemitte befanden sich im ersten und zweiten Obergeschoss Verdachungen, im dritten Obergeschoss waren oberhalb der Fenster in diesen Achsen Muschelornamente aufgesetzt.
Im Erdgeschoss wechselten sich Fenster und Portale in nur fünf Achsen ab, wobei das mittlere Fenster etwas breiter war – wohl als eine Art Schaufenster für den italienischen Laden. Die beiden Eingänge befanden sich nicht unter den durch Verdachungen betonten Fensterachsen, sondern zwischen diesen und dem in der Mitte gelegenen, das erste und zweite Obergeschoss einnehmenden Erker.
Die Fassade der Obergeschosse wurde gegliedert durch aufgeputzte Lisenen, die den schmalen Raum zwischen den hochrechteckigen Fenstern einnahmen, und quadratische und rechteckige Felder unterhalb der Fenster. Die beiden durch Verdachungen hervorgehobenen Achsen waren zudem durch Schmuckwerk unter den Dreiecksverdachungen des ersten und den Segmentverdachungen des zweiten Stocks betont.
Da die zweite und achte Fensterachse ganz leicht aus dem Baukörper hervorzutreten scheinen, bezeichnet Hertzig diese wie auch die mittlere Achse des Hauses als „Risalitachsen“. Die Fenster dieser Achsen im dritten Obergeschoss wurden durch von Blütenketten umrahmte Muscheln bekrönt. Die Mittelachse wurde zusätzlich durch dorische und korinthische Pilaster verstärkt hervorgehoben, die auf Fotografien des 20. Jahrhunderts sichtbar sind, hingegen in der Zeichnung des 18. Jahrhunderts noch nicht vorhanden waren.
Das Erkerdach sollte nach der Zeichnung aus der Erbauungszeit wohl eine Schmuckvase mit frei herabhängenden Blüten erhalten. Tatsächlich ausgeführt wurde aber ein Altan mit ovalen Öffnungen. Das Mansarddach verfügte über Gauben oberhalb jeder Fensterachse und vier Schleppgauben in der oberen Schräge.

### Innenräume
Im Inneren des Chiapponischen Hauses gruppierten sich alle Räume um einen großen, fast quadratischen Hof. Im Erdgeschoss befanden sich zwei Ladengeschäfte, links vom Hausflur der größere, rechts der kleinere. Beide Läden hatten zudem Hinterräume, der linke Laden außerdem noch ein eigenes Treppenhaus in das erste Obergeschoss und zwei gewölbte Lagerräume und einen Pferdestall samt Tränke im linken Seitenhaus.
Die Wohnräume der Obergeschosse erreichte man über ein dreiläufiges Treppenhaus. Durch einen Vorsaal mit drei Fensterachsen zum Innenhof gelangte man in drei große und etwa gleich große mit Öfen ausgestattete Wohnräume mit je drei Fensterachsen zur Frauenstraße. Fünf weitere, ebenfalls mit Öfen ausgestattete Zimmer schlossen sich in Form einer Enfilade im linken Seitenhaus und teilweise im Hinterhaus an. Küche, Dienstbotenräume und Aborte befanden sich im Hinterhaus und im rechten Seitengebäude.

### Eigentümer und Bewohner
Eigentümer des Gebäudes war die Familie Chiapponi zumindest 1817–1820, wobei unklar bleibt, ob und wie lange der von Schwarze genannte Bauherr „Japoni“ Eigentümer des Hauses war. Die verfügbaren Quellen geben aber den „Kaufmann und Hoflieferanten“ Karl Franz Chiapponi als im Erdgeschoss ansässig an. Im Jahre 1804 wird als Eigentümer ein Herr Engelhardt angegeben, in den Adressbüchern 1837 bis 1840 „Morettis Erben“. Von 1850 an besaß die durch die Zucht von Kamelien zu Vermögen und Ansehen gelangte Gärtnerfamilie Seidel das Haus, dessen Adresse seit 1841 Mittlere Frauengasse 9 lautete. Jacob Friedrich Seidel (1789–1860), Sohn des königlich-sächsischen Hofgärtners Johann Heinrich Seidel (1744–1815), seine Witwe Rosa und sein Sohn, der bedeutende Azaleen- und Rhododendronzüchter Traugott Jacob Hermann Seidel (1833–1896), folgten als Eigentümer des Chiapponischen Hauses, letzte Eigentümerin aus dieser Familie war Minna Sidonie Seidel, die Witwe Hermanns. Von 1922 an firmierte eine Dresdner Wäsche-Fabrik Jacoby & Sohn als Eigentümer des Hauses. Die Firma hatte auch zuvor schon mehrere Etagen belegt.

### Wiederaufbau
Als Teil des Quartieres VI des Neumarktes wurde das Haus mit modernen Grundrissen, aber rekonstruierter Fassade durch eine private Eigentümergemeinschaft (Griebnitzsee Projektentwicklungsgesellschaft (Berlin) / Kondor Wessels (Holland)) wieder errichtet und 2018 übergeben.